# Concepción (distrito de Concepción)
Concepción é um distrito da província de Concepción, localizado do Departamento de Junín, Peru.

## Transporte
O distrito de Concepción é servido pela seguinte rodovia:
- PE-3S, que liga o distrito de La Oroya à Ponte Desaguadero (Fronteira Bolívia-Peru) - e a rodovia boliviana Ruta 1 - no distrito de Desaguadero (Região de Puno)
- PE-5SB, que liga a cidade de Satipo ao distrito [2][3][4]